# Chẽ ba đỏ
Chẽ-ba đỏ hay còn gọi Đậu chẽ ba hoa đỏ; Cỏ ba lá đỏ. Tiếng Anh là Red Clover; Tiếng Pháp là Trefle rouge (danh pháp khoa học: Trifolium pratense L.) là một loài thực vật có hoa trong họ Đậu. Loài này được Carl von Linné miêu tả khoa học đầu tiên.

## Hình ảnh

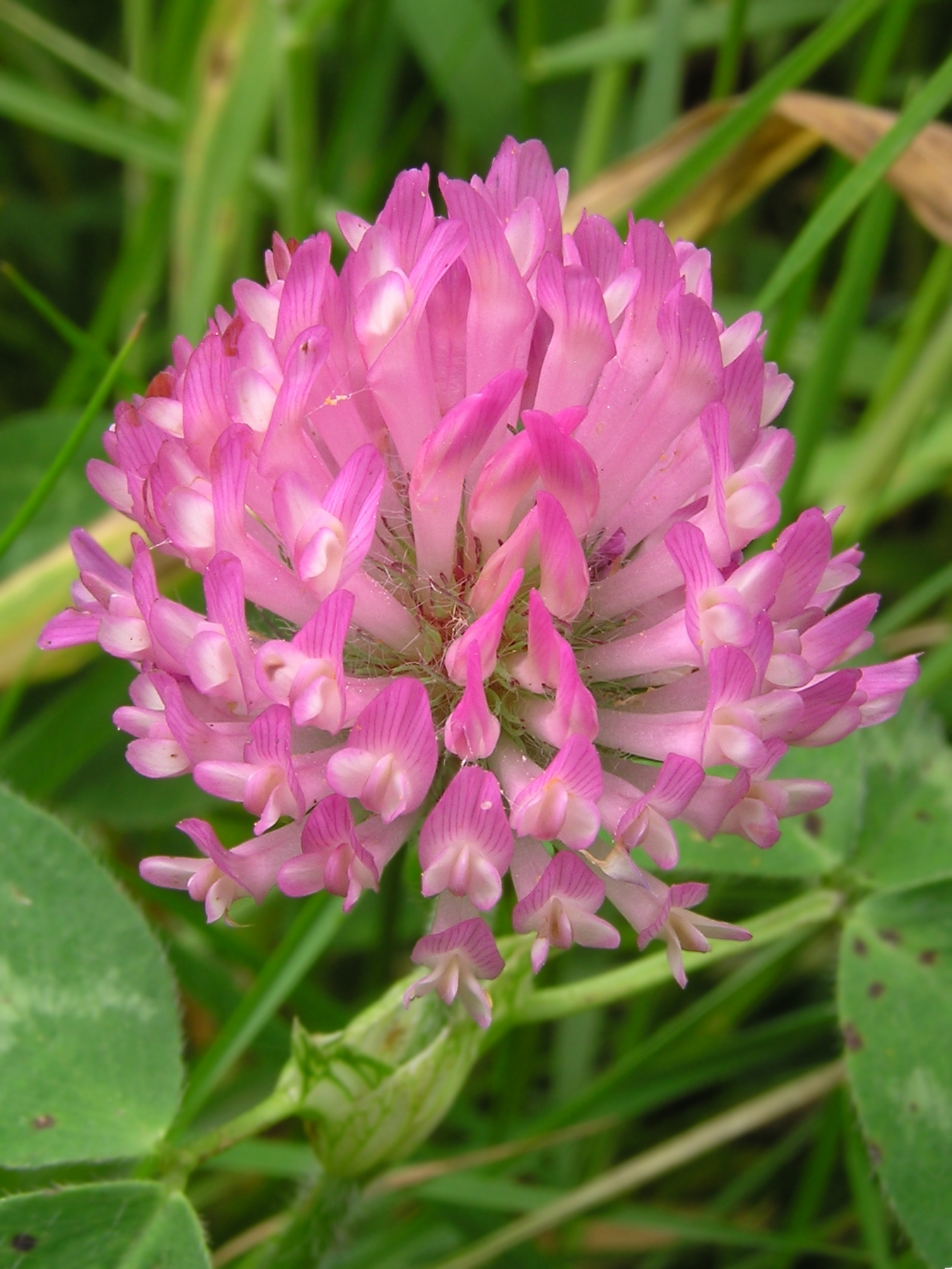
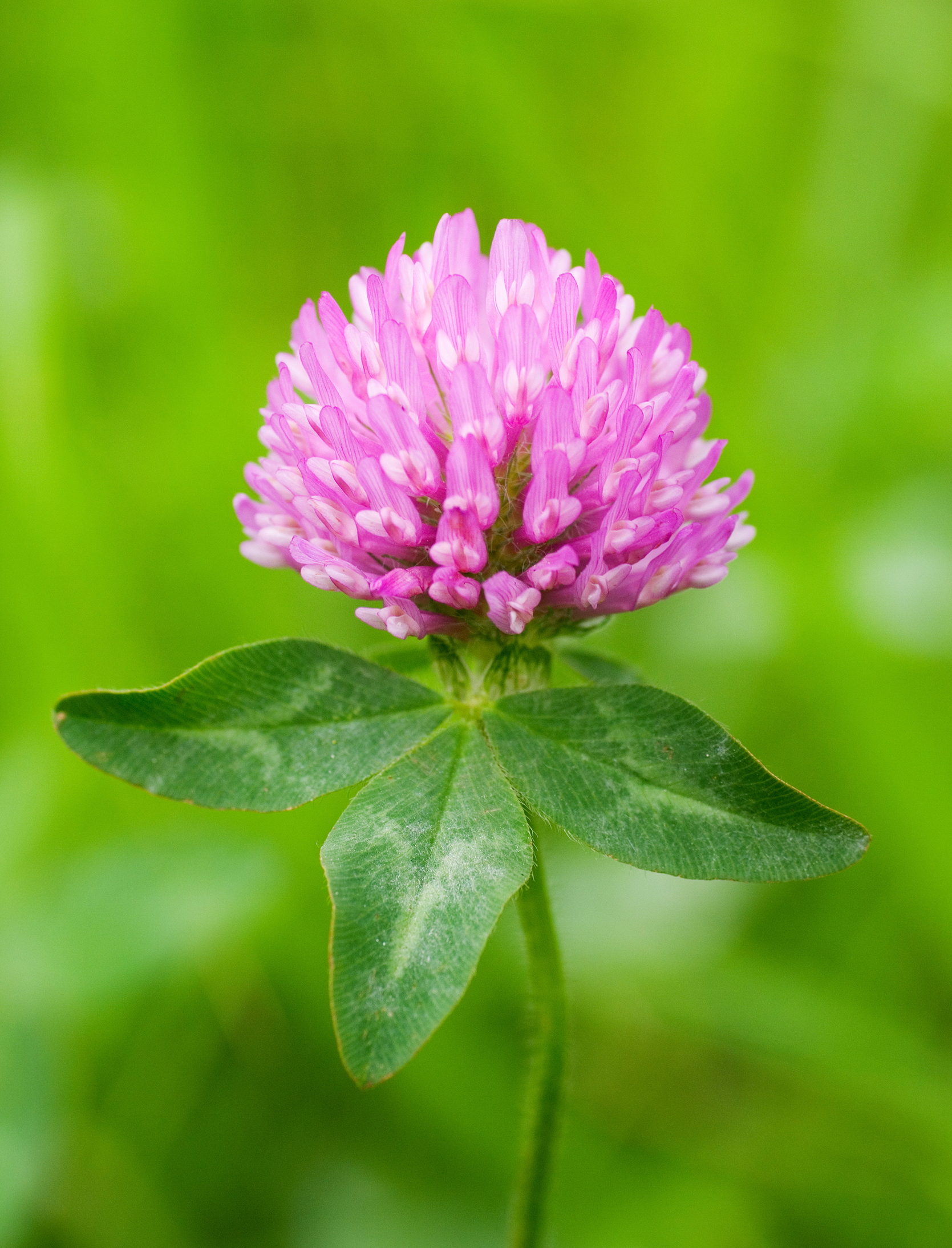
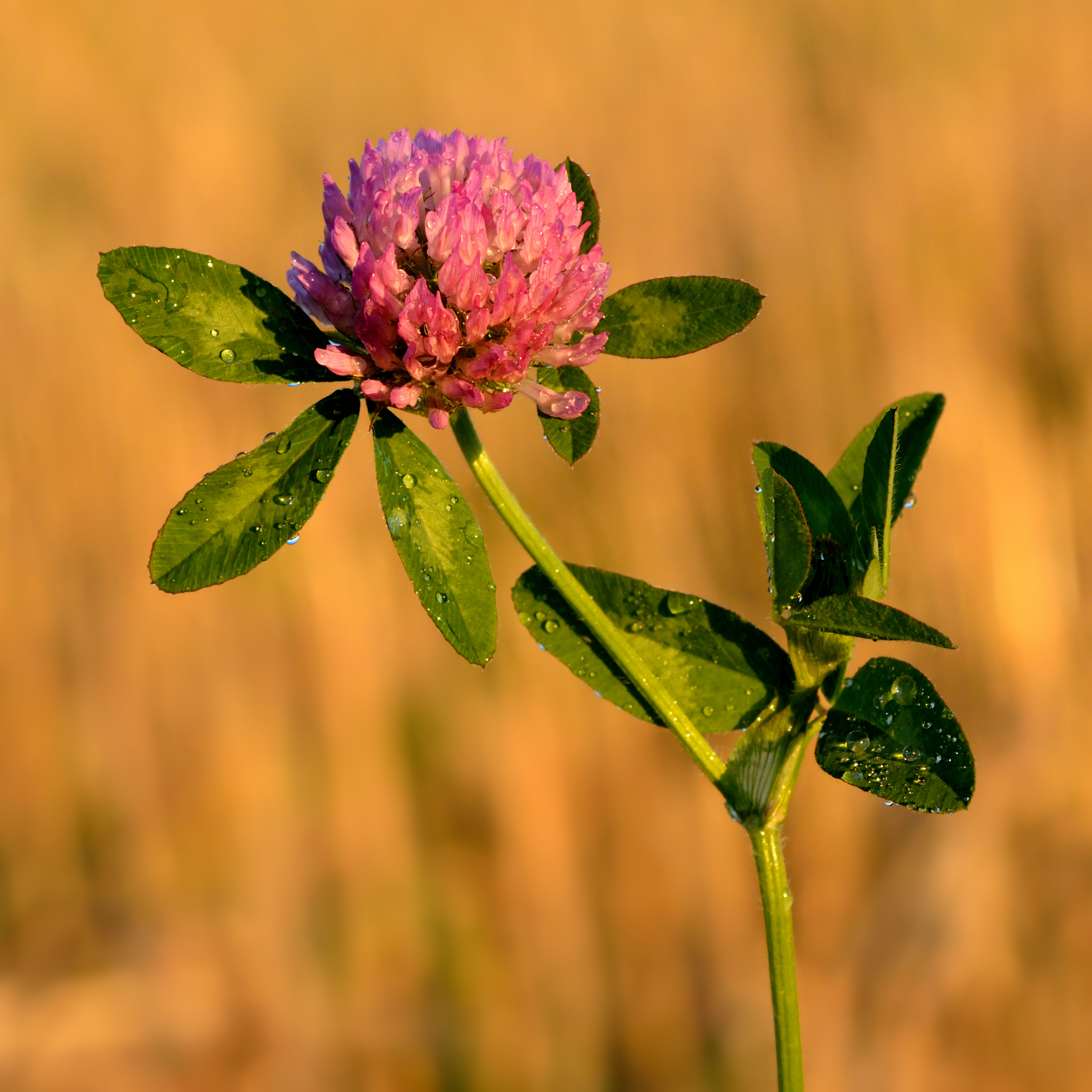
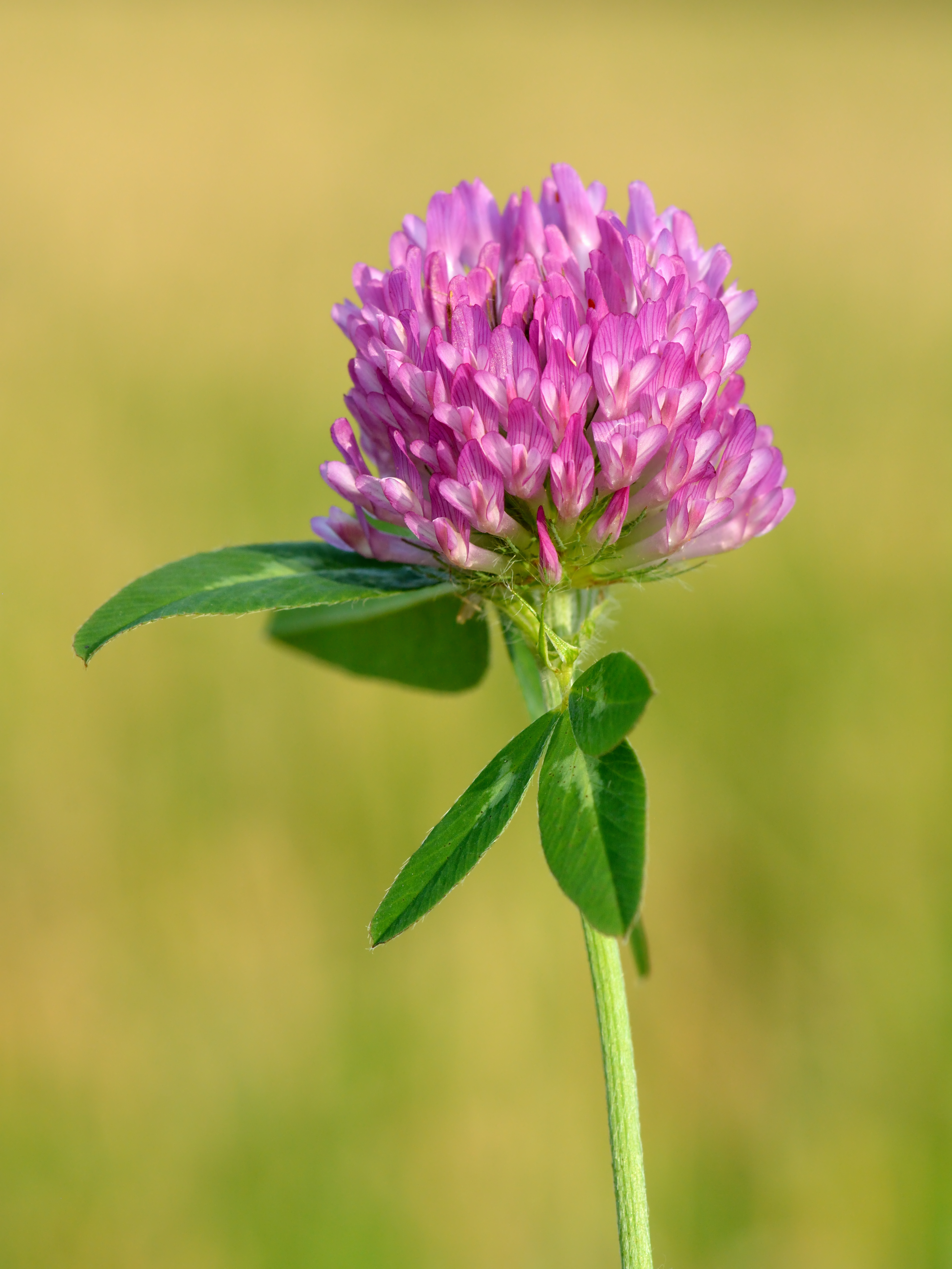